# Katekavia-Flug 9357
Katekavia-Flug 9357 war ein Flug von Krasnojarsk nach Igarka, auf dem am 3. August 2010 eine Antonow An-24 abstürzte, wobei zwölf Personen getötet wurden.

## Unfallverlauf
Das Flugzeug verunglückte während des Landeanfluges auf den Flughafen Igarka, wo es 477 Meter vor der Landebahn 12 und 234 Meter rechts der Anfluggrundlinie mit Bäumen kollidierte. Das Wetter war stürmisch-regnerisch und bewölkt, wodurch die Sicht eingeschränkt war, als sich der Unfall um 1:30 Uhr Ortszeit ereignete. Durch die Kollision und einen anschließenden Brand kamen alle Passagiere und ein Crew-Mitglied ums Leben, nur die Cockpitbesatzung überlebte.

## Ermittlungen und Ursache
Kurz nach dem Unglück wurde nach den beiden Flugschreibern gesucht. Beide wurden gefunden. Der Stimmenrekorder hatte Aufzeichnungen der ersten 80 Minuten des Fluges, der Flugdatenschreiber besaß Aufzeichnungen über die letzten 90 Minuten.
Die Ermittlungen ergaben, dass das Unglück passiert sei, weil der Copilot ohne Sichtkontakt zur Landebahn unter die Mindestflughöhe gesunken sei. Des Weiteren kritisierten die Ermittler, dass das Unglück hätte vermieden werden können, wenn man die Empfehlungen nach dem Unglück von UTair-Flug 471 umgesetzt hätte. Es wurden 19 Sicherheitsempfehlungen ausgesprochen.
Im Januar 2013 leitete das Landgericht Krasnojarsk Ermittlungen im Fall der verunglückten Luftmaschine ein. Pilot Nikolaj Koslow, der den Unfall überlebt hatte, wurde im Oktober desselben Jahres für schuldig befunden und zu einer Haftstrafe von 4,5 Jahren verurteilt.